# Southend United FC
A Southend United Football Club, röviden Southend United egy angol labdarúgóklub, melynek székhelye Southend városában található. A csapat a Football League Two, azaz a negyedosztály tagja.

## Játékoskeret
2021. augusztus 21. szerint
| #  |     | Poszt | Név             |
| -- | --- | ----- | --------------- |
| 1  | ENG | K     | Steve Arnold    |
| 2  | ENG | V     | Rob Howard      |
| 3  | ENG | V     | Nathan Ralph    |
| 4  | ENG | KP    | Abu Ogogo       |
| 5  | ENG | V     | Shaun Hobson    |
| 6  | ENG | V     | Josh Coulson    |
| 7  | ENG | KP    | Jack Bridge     |
| 8  | ENG | KP    | James Dunne     |
| 9  | IRL | CS    | Rhys Murphy     |
| 10 | ENG | CS    | Sam Dalby       |
| 11 | ENG | KP    | Terrell Egbri   |
| 12 | ENG | V     | Tom Clifford    |
| 13 | ENG | K     | Harry Seaden    |
| 14 | ENG | KP    | Nathan Ferguson |

| #  |     | Poszt | Név                                                 |
| -- | --- | ----- | --------------------------------------------------- |
| 15 | ENG | KP    | Lewis Gard                                          |
| 16 | ENG | KP    | Harry Phillips                                      |
| 17 | ENG | KP    | Louis Walsh                                         |
| 18 | ENG | CS    | Matt Rush                                           |
| 21 | ENG | V     | Charlie Sayers                                      |
| 22 | ENG | CS    | Hamzad Kargbo (kölcsönben a Queens Park Rangerstől) |
| 24 | CYP | V     | Jason Demetriou                                     |
| 28 | ENG | V     | Miles Mitchell-Nelson                               |
| 30 | ENG | KP    | Matthew Dennis (kölcsönben a Norwich City-től)      |
| 40 | ENG | V     | John White                                          |
| —  | ENG | KP    | Ashley Nathaniel-George                             |
| —  | ENG | KP    | Eren Kinali                                         |
| —  | ENG | KP    | Will Atkinson                                       |
| —  | NGA | CS    | Simeon Akinola                                      |

## Sikerei
- League One győztes: 2005–06
- League Two győztes: 1980–81